# Phanaeta
Phanaeta là một chi bọ cánh cứng trong họ Chrysomelidae.
Chi này được miêu tả khoa học năm 1878 bởi Lefevre.

## Các loài
Chi này gồm các loài:
- Phanaeta saltatrix Bechyne, 1997